# Энгельс, Юлиан
Юлиа́н Фе́ликс Э́нгельс (нем. Julian Felix Engels; фамилия при рождении — Бю́шер (нем. Büscher); 22 апреля 1993, Зост, Северный Рейн-Вестфалия, Германия) — немецкий футболист, полузащитник.

## Карьера
Занимался футболом в детских командах «Адлер Бульдерн» и «Зенден».
Выступал в Юношеской бундеслиге до 19 лет запад за клубы «Бохум» в сезоне 2010/11 и «Пройссен Мюнстер» в сезоне 2011/12. Привлекался к матчам основного состава «Пройссен Мюнстер» в Третьей лиге в сезонах 2011/12 и 2012/13. Дебютировал на взрослом уровне 19 ноября 2011 года в матче против «Зандхаузена».
25 января 2013 года перешёл в клуб Региональной лиги «Запад» «Шпортфройнде Лотте», подписав контракт до 2014 года. Дебютировал за «Лотте» 8 мая 2013 года в матче против «Рот-Вайсс Оберхаузен». В сентября 2013 года расторг контракт с клубом.
В начале 2014 года поступил в Сиракузский университет в США, где начал выступать за университетскую футбольную команду «Сиракьюс Ориндж» в Национальной ассоциации студенческого спорта. В сезоне 2014 был включён во вторую символическую сборную и символическую сборную первокурсников Конференции атлантического побережья. В сезоне 2015 значился среди полуфинальных номинантов на «Херманн Трофи», был включён во вторую всеамериканскую символическую сборную, в первые символические сборные южного региона и Конференции атлантического побережья.
В 2015 году также играл за клуб «Кей-дабл-ю Юнайтед» в Премьер-лиге развития ЮСЛ.
Оставив университет после второго года обучения, подписал контракт с MLS по программе Generation Adidas. 14 января 2016 года на Супердрафте MLS был выбран в первом раунде под общим 11-м номером клубом «Ди Си Юнайтед». Дебютировал за «Юнайтед» 23 февраля 2016 года в первом матче четвертьфинала Лиги чемпионов КОНКАКАФ 2015/16 против мексиканского «Керетаро», заменив на 76-й минуте Лусиано Акосту. В ответном матче 1 марта 2016 года забил свой первый гол в профессиональной карьере. В MLS дебютировал 6 марта 2016 года в матче против «Лос-Анджелес Гэлакси», выйдя на поле на 75-й минуте вместо Лусиано Акосты. Свой первый гол в MLS забил 24 сентября 2016 года в ворота «Орландо Сити». 13 июня 2017 года в матче четвёртого раунда Открытого кубка США против любительского клуба «Кристос» забил два мяча и отдал две результативные передачи. 14 августа 2017 года был отдан в аренду клубу USL «Рочестер Райнос» на оставшуюся часть сезона 2017. За «Райнос» дебютировал 19 августа в матче против «Чарлстон Бэттери», выйдя на замену во втором тайме. По окончании сезона 2017 оказался среди игроков, чьи контракты «Ди Си Юнайтед» не стал продлевать.
15 марта 2018 года подписал контракт с клубом USL «Лос-Анджелес Гэлакси II». Дебютировал за «Лос-Анджелес Гэлакси II» 17 марта 2018 года в матче стартового тура сезона против «Колорадо-Спрингс Суитчбакс». 26 мая 2018 года в матче против «Лас-Вегас Лайтс» забил свой первый гол за «Лос-Анджелес Гэлакси II», а также отдал три голевые передачи. 6 июня 2018 года был взят «Лос-Анджелес Гэлакси» в краткосрочную аренду на матч Открытого кубка США против клуба PDL «Голден Стейт Форс», в котором вышел на поле в стартовом составе. 8 августа 2018 года расторг контракт с «Лос-Анджелес Гэлакси II» по взаимному согласию сторон.
13 февраля 2019 года подписал контракт с клубом новообразованной Канадской премьер-лиги «Кавалри». 4 мая 2019 года участвовал в дебютном матче «Кавалри», в котором клуб из Калгари встретился с «Йорк 9». Свой первый гол за «Кавалри» забил 22 мая 2019 года в матче Первенства Канады против «Пасифика». Завершил сезон КПЛ 2019 с пятью голами и четырьмя голевыми передачами в 25 матчах.
1 февраля 2020 года вернулся играть в Германию, подписав контракт с клубом Региональной лиги «Запад» «Хальтерн». Дебютировал за «Хальтерн» 8 февраля 2020 года в матче против «Боруссии Дортмунд II». 2 июня 2020 года продлил контракт с «Хальтерном» до 2023 года.
В августе 2020 года перешёл в клуб «Бонн», подписав контракт на один сезон. В начале сентября 2020 года на тренировке получил серьёзную травму — разрыв задней крестообразной связки колена, из-за чего пропустил весь сезон.

## Достижения
Командные
 «Кавалри»
- Победитель регулярного чемпионата Канадской премьер-лиги: 2019 весна, 2019 осень

## Статистика
| Выступление                   | Выступление               | Выступление      | Лига | Лига | Кубок | Кубок | Континент | Континент | Прочие | Прочие | Итого | Итого |
| Клуб                          | Лига                      | Сезон            | Игры | Голы | Игры  | Голы  | Игры      | Голы      | Игры   | Голы   | Игры  | Голы  |
| ----------------------------- | ------------------------- | ---------------- | ---- | ---- | ----- | ----- | --------- | --------- | ------ | ------ | ----- | ----- |
| Пройссен Мюнстер              | 3-я лига                  | 2011/12          | 3    | 0    | —     | —     | —         | —         | 0      | 0      | 3     | 0     |
| Пройссен Мюнстер              | 3-я лига                  | 2012/13          | 1    | 0    | —     | —     | —         | —         | 3      | 0      | 4     | 0     |
| Пройссен Мюнстер              | Итого                     | Итого            | 4    | 0    | —     | —     | —         | —         | 3      | 0      | 7     | 0     |
| Шпортфройнде Лотте            | Региональная лига «Запад» | 2012/13          | 4    | 0    | —     | —     | —         | —         | 1      | 0      | 5     | 0     |
| Шпортфройнде Лотте            | Региональная лига «Запад» | 2013/14          | 1    | 0    | —     | —     | —         | —         | —      | —      | 1     | 0     |
| Шпортфройнде Лотте            | Итого                     | Итого            | 5    | 0    | —     | —     | —         | —         | 1      | 0      | 6     | 0     |
| Ди Си Юнайтед                 | MLS                       | 2016             | 20   | 1    | 1     | 0     | 2         | 1         | 1      | 0      | 24    | 2     |
| Ди Си Юнайтед                 | MLS                       | 2017             | 7    | 0    | 2     | 2     | —         | —         | —      | —      | 9     | 2     |
| Ди Си Юнайтед                 | Итого                     | Итого            | 27   | 1    | 3     | 2     | 2         | 1         | 1      | 0      | 33    | 4     |
| Рочестер Райнос (аренда)      | USL                       | 2017             | 10   | 0    | —     | —     | —         | —         | 2      | 0      | 12    | 0     |
| Лос-Анджелес Гэлакси II       | USL                       | 2018             | 21   | 1    | —     | —     | —         | —         | —      | —      | 21    | 1     |
| Лос-Анджелес Гэлакси (аренда) | MLS                       | 2018             | —    | —    | 1     | 0     | —         | —         | —      | —      | 1     | 0     |
| Кавалри                       | CanPL                     | 2019             | 23   | 5    | 8     | 1     | —         | —         | 2      | 0      | 33    | 6     |
| Хальтерн                      | Региональная лига «Запад» | 2019/20          | 6    | 0    | —     | —     | —         | —         | —      | —      | 6     | 0     |
| Бонн                          | Региональная лига «Запад» | 2020/21          | —    | —    | —     | —     | —         | —         | —      | —      | 0     | 0     |
| Всего за карьеру              | Всего за карьеру          | Всего за карьеру | 96   | 7    | 12    | 3     | 2         | 1         | 9      | 0      | 119   | 11    |

Источники: Transfermarkt, Footballdatabase.eu, worldfootball.net.

## Личная жизнь
Родился в Зосте, вырос в Дюльмене.
В мае 2021 года Юлиан Бюшер женился на певице Саре Ломбарди, и они оба взяли её девичью фамилию — Энгельс.